# قلعة عش السنونو
عش السنونو (بالروسية: Ла́сточкино гнездо) (بلغة تتار القرم: Qarılğaç yuvası, Къарылгъач ювасы) (بالإنجليزية: The Swallow's Nest) (بالأوكرانية: Ластівчине гніздо) هي قلعة زخرفية على الطراز القوطي الجديد بنيت بشكلها الحالي عام 1912 من قبل المهندس المعماري الروسي ليونيد شيروود (بالروسية: Леонид Владимирович Шервуд) (بالإنجليزية: Leonid Sherwood).

## التسمية
يعود تسمية قلعة عش السنونو إلى انتشار الكثير لطيور السنونو-التي تبني أعشاشها في السقوف العالية للأبنية القديمة- بتلك المنطقة
وأطلق عليه السكان المحليون «جينيراليف» أو «قصر الحب» 
. وقد خُلِّدَ قصر الشجاعة والرومانسية «جينيراليف» على لوحة الرسام إيفان إيفازوفسكي مبدع لاغوريو وبوغوليبوف.

## الموقع

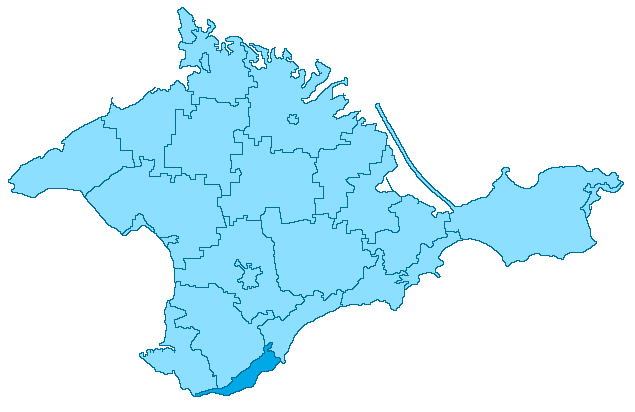
موقع عش السنونو في القرم

تقع قلعة عش السنونو في غاسبرا (بالروسية: Гаспра) وهي بلدة من النمط المدني على بعد 30 كلم عن مدينة يالطا وتبدو القلعة كأيقونة للساحل الجنوبي بشبه جزيرة القرم.
و تنتصب قلعة عش السنونو على صخرة أفرورينا (بالروسية: Авро́рина скала́) بعلو 40 مترآ (130 قدم) مطلآ على رأس أي-تادور (بالروسية: Ай-Тодо́р) المطل على البحر الأسود وبجانبها بقايا المستوطنة الرومانية حصن خاراكس (بالروسية: Ха́ракс).

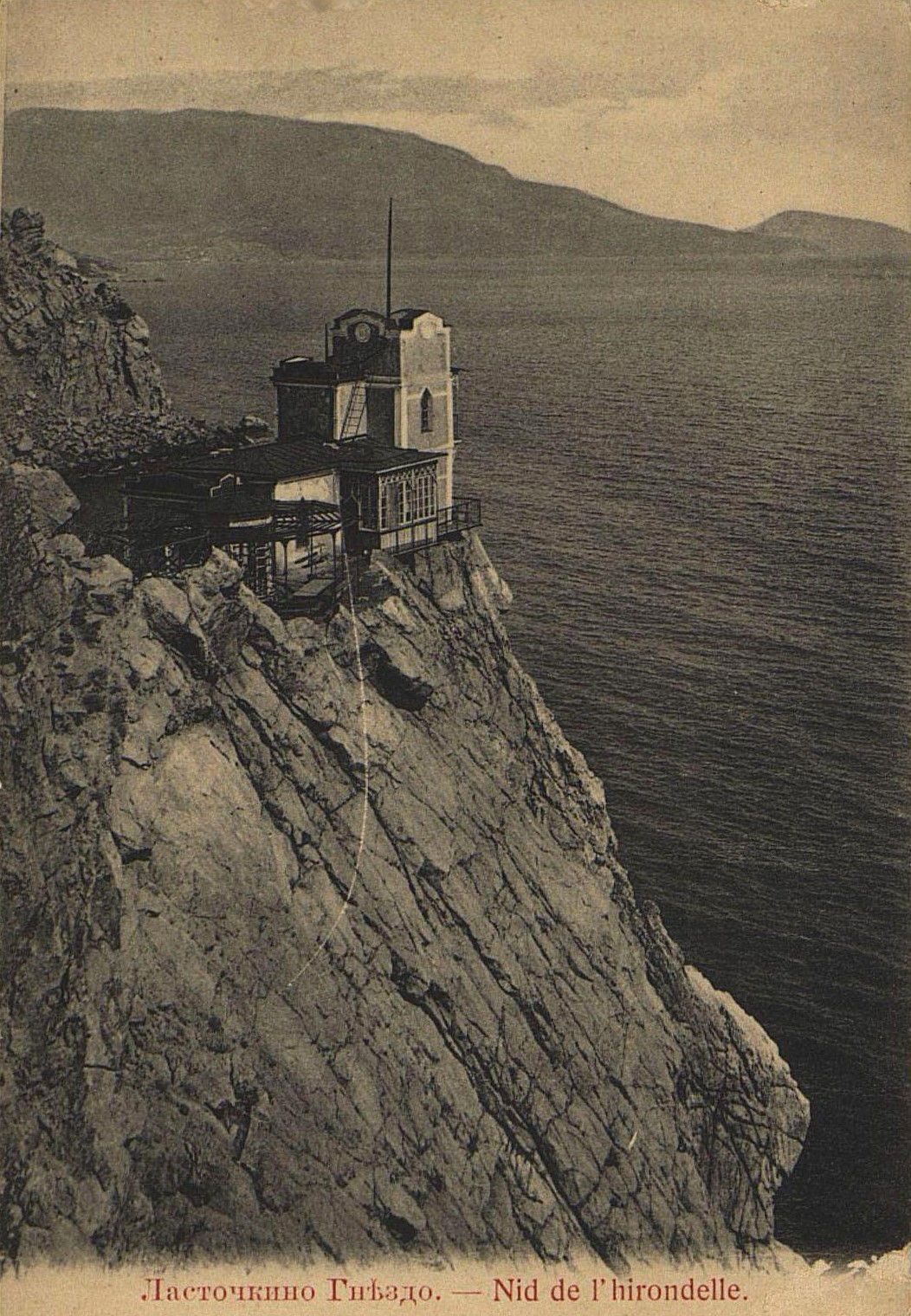
من صور تذكارية القديمة لعش السنونو القرن 19

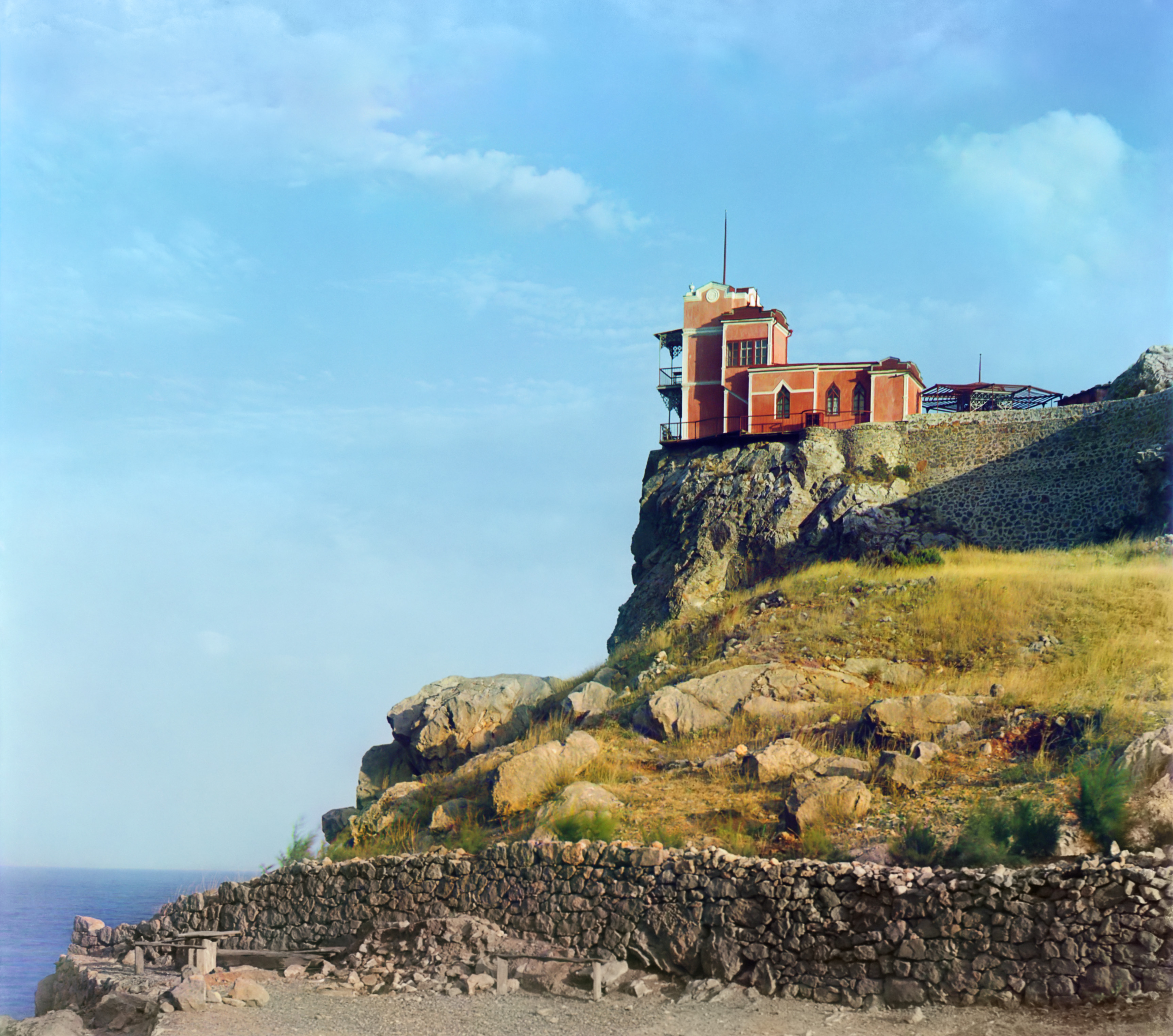
من صور تذكارية القديمة لعش السنونو القرن 20

## عش السنونو في التاريخ
قام قائد أسطول البحر الأسود الأدميرال ميخائيل لازيريف (بالروسية: Михаи́л Петро́вич Ла́зарев) عام 1835 بتشييد منارة على سفح صخرة أفرورينا.
أول بناء خشبي قام في هذا المكان، هو داتشا (بالروسية: дача) لجنرال متقاعد بعد الحرب الروسية العثمانية (1877-1878) ، وقد كان بناءً خشبياً بشرفته المطلة على البحر أطلق عليه السكان المحليون «جينيراليف» أو «قصر الحب»، في وقت لاحق تحولت ملكية المنزل إلى الطبيب الروسي في قصر ليفاديا ادالبيرغ كارلوفيتش توبين (بالروسية: Тобин Адальберг Карлович).
في عام 1911 انتقلت ملكية البيت الريفي إلى البارون الروسي بافل ليوناردوفيتش شتينغل (بالروسية: Штейнгель Павел Леонардович) تاجر النفط الروسي (الألماني الأصل) وقد قام البارون الروسي بالتعاون مع المهندس الروسي ليونيد شيروود (بالإنجليزية: Leonid Sherwood) بتغيير شكل المنزل إلى النمط القوطي الجديد واصبح الشكل المعماري لقلعة عش السنونو يشبه كثيرا مختلف التحف المعمارية للعصور الوسطى على ضفاف نهر الراين.
في عام 1914 قام البارون بافل ليوناردوفيتش شتينغل (بالروسية: Штейнгель Павел Леонардович) ببيع قلعة عش السنونو إلى تاجر من موسكو اسمه بافل غريغوريفتش شيلابوتين (بالروسية: Павел Григорьевич Шелапутин) لإستخدامها كمطعم لكن سرعان ما توفي المالك الجديد وأغلق المطعم.
وكادت القلعة أن تنهار خلال زلزال حدث عام 1927م حيث ضرب زلزال قوته 6-7 درجة على مقياس ريختر منحدر صخرة أفرورينا مما أدى لتصدع 130 قدم
في عام 1930، تم استخدام المبنى كنادي للقراءة ولكن تم إغلاقه بعد ذلك بوقت قصير كإجراء احترازي بسبب الأضرار التي لحقت به نتيجة الزلزال، وبقيت مغلقة إلى ان اعيد افتتاحها للزوار عام 2002.
و في نهاية الستينيات بدأت عملية تجديد وترميم للصخرة والمبنى بحيث تضمن المشروع ترميم جزء صغير من القلعة وبعض إضافات المتجانسة مع القلعة.

## عش السنونو والعمارة القوطية الجديدة
بعدما استحوذ البارون الروسي بافل ليوناردوفيتش شتينغل (بالروسية: Штейнгель Павел Леонардович) قطب النفط الروسي (الألماني الأصل) على عش السنونو عام 1911-1912قرر ان يبنيه على نمط قلاع القرون الوسطى وطن البارون (أي على النمط القوطي) فاستعان بالمهندس الروسي ليونيد شيروود (بالإنجليزية: Leonid Sherwood) نجل المهندس المعماري فلاديمير شيروود (بالروسية: Шервуд, Владимир Иосифович)  مصمم المتحف التاريخي في الساحة الحمراء في موسكو.

### التصمميم الهندسي
قام المهندس المعماري ليونيد شيروود ما بين (1911-1912) بتغيير كلي في شكل قلعة عش السنونو رغم صغر حجم الموقع (طول 20 م وعرض 10 م) إلى تحفة معمارية على نمط العمارة القوطية الجديدة (و هو الشكل الحالي للقلعة) فاصبح الشكل المعماري الجديد لقلعة عش السنونو يشبه كثيرا مختلف التحف المعمارية الألمانية مثل قصر نويشفانشتاين، قصر بابلسبيرغ
فاصبح التصميم الأصلي على الاتي
هيكل الداخلي كما يلي: مدخل القاعة، وغرفة النزلاء أو المعيشة، ودرج إلى البرج مكون من طابقين وغرفتين على مستويات مختلفة في البرج فوق منحدر على طول الحافة على قطعة من الأرض شرفة تحيط المبنى، ما بقي من المساحة فقد أصبح الحديقة مع إطلالة رائعة على البحر والساحل، ولكن بعد 15 عاما، أطلق العنان لزلزال هذا الجزء من المياه.
تم تزيين الجزء الداخلي للغرفة مع لوحات خشبية، في حين أن جدران الغرف الأخرى لديها الجص واللوحات.

## أسطورة بناء عش السنونو
تعود أسطورة بناء عشّ السنونو لعام 1895 عندما قام جينيرال روسي بإحضار أسيرة جميلة معه من الحرب، ولتكريم أكثر حب رومنسي بينهما، قام ببناء هذا القصر الفريد على جرف البحر لهذه الفتاة. ومن غير المعروف إذا كانت هذه الفتاة قد أحبته لكن ما أن عاد الجنرال الروسي من المعركة مغطىً بالدماء والجروح وبالكاد حي، لم يجد محبوبته، فربما هربت مع المهرّبين الأتراك أو قفزت من على الجرف ولم تتحمل الانتظار هذا ما يحكيه سكان القرم لجذب الزوار.

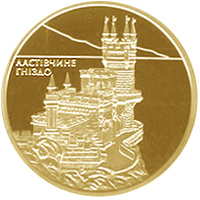
صورة قلعة عش السنونو على القطعة النقدية

## السياحة

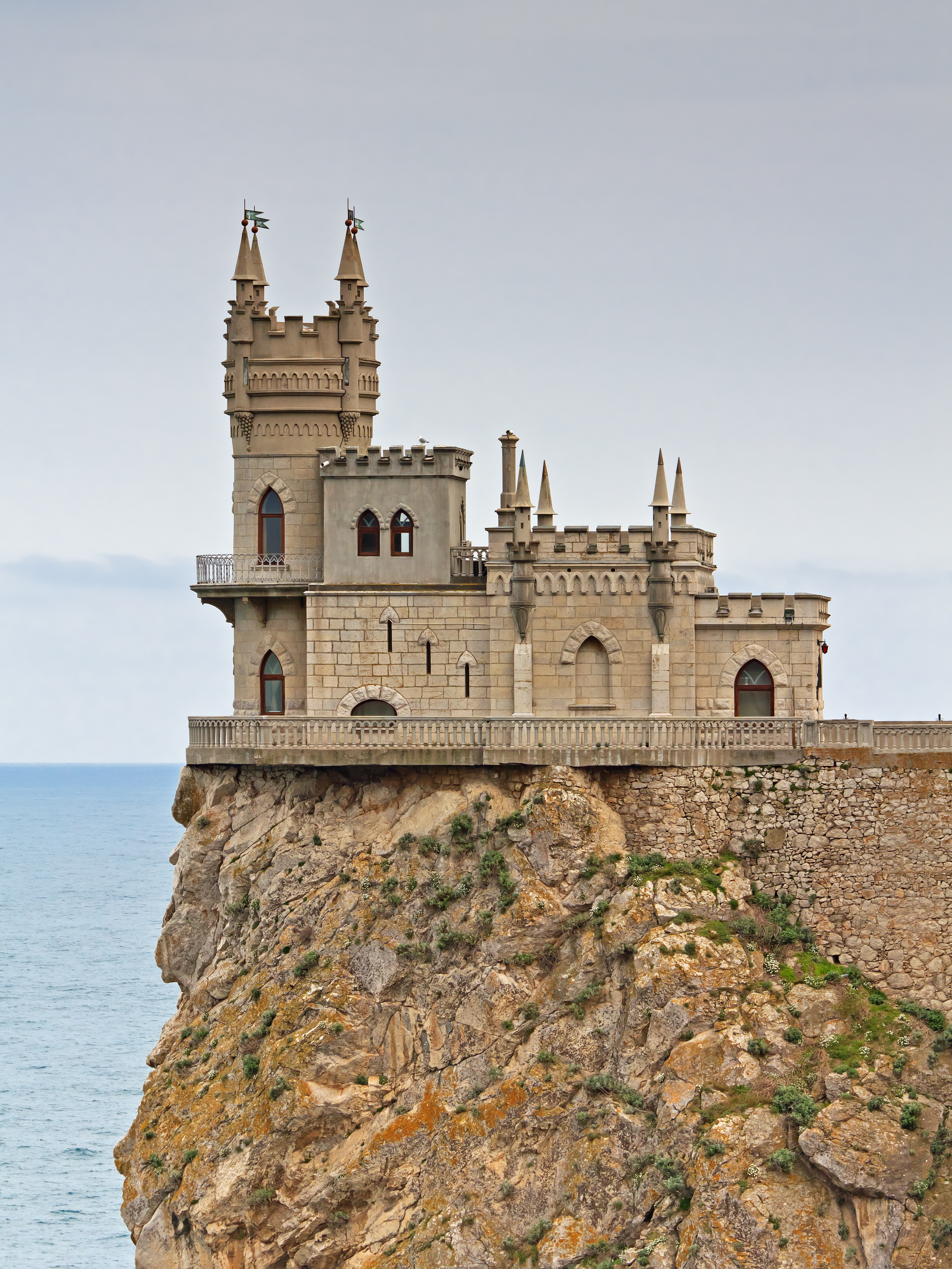
صورة تذكارية عش السنونو

وتعتبر قلعة عش السنونو من بين أكثر عوامل شعبية لجذب السواح إلى القرم وذلك لارتباطها في العديد من الكتب المرتبطة بالجريمة والغموض التي أصبح عش السنونو بسببها واحدا من أكثر المعالم معرفة وجذبا للسياح في شبه الجزيرة.
الدخول إلى القلعة مجاني، وبجانب القلعة تنتشر محلات التحف والتذكارات بكثرة، ومن اجل الوصول إلى القلعة يجب صعود سلالم درج كثيرة وطويلة.